# Ensley
Ensley es un lugar designado por el censo ubicado en el condado de Escambia, Florida, Estados Unidos. Según el censo de 2020, tiene una población de 23 817 habitantes.
En los Estados Unidos, un lugar designado por el censo (traducción literal de la frase en inglés census-designated place, CDP) es una concentración de población identificada por la Oficina del Censo de los Estados Unidos exclusivamente para fines estadísticos.
En la práctica, la zona es un barrio de la ciudad de Pensacola. 

## Geografía
Está ubicado en las coordenadas 30°31′33″N 87°16′20″O / 30.52583, -87.27222. Según la Oficina del Censo de los Estados Unidos, tiene una superficie total de 31.80 km², de la cual 31.65 km² corresponden a tierra firme y 0.15 km² son agua.

## Demografía
Según el censo de 2020, hay 23 817 habitantes en Ensley. La densidad de población es de 752.51 hab./km². El 57.3% de los habitantes son blancos, el 27.3% son afroamericanos, el 0.9% son amerindios, el 3.3% son asiáticos, el 0.1% son isleños del Pacífico, el 2.8% son de otras razas y el 8.3% son de una mezcla de razas. Del total de la población, el 7.4% son hispanos o latinos de cualquier raza.